# Walter Miceli
Walter Miceli (Rio de Janeiro, 1922 – Rio de Janeiro, 18 de outubro de 2001), também conhecido como Jaguaré, foi um locutor esportivo brasileiro, que ganhou destaque por ser a voz oficial do Estádio de São Januário durante 54 anos.
Walter Miceli detém o recorde mundial, reconhecido pelo Guinness Book, da mais longa carreira como narrador oficial de uma arena esportiva, sendo locutor de São Januário desde 12 de fevereiro de 1947 até sua morte no ano de 2001.
Por mais de cinco décadas, sua voz inconfundível ecoou pelo estádio vascaíno, anunciando escalações, gols e eventos durante os jogos do Vasco da Gama. Por sua dedicação ao clube, Jaguaré se tornou uma figura icônica entre os torcedores, sendo reconhecido como um patrimônio cultural e parte integrante da história do clube.
Na infância, Walter Miceli costumava se destacar como goleiro em peladas realizadas no bairro de São Cristóvão. Por conta disso, ganhou o apelido do goleiro cruzmaltino da época, Jaguaré, que permaneceu consigo por toda vida. Jaguaré Bezerra de Vasconcelos defendeu o Vasco da Gama nas décadas de 1920 e 1930, sendo campeão carioca em 1929 e atuando na goleada por 7 a 0 sobre o Flamengo em 1931, a maior da história do Clássico dos Milhões.
Walter Miceli faleceu vítima de um infarto, em 18 de outubro de 2001, aos 79 anos, recebendo homenagens do clube e de torcedores. Após sua morte, em 2013 surgiu uma proposta na Câmara Municipal do Rio de Janeiro para renomear uma praça de São Cristóvão em sua homenagem, como forma de reconhecer sua contribuição ao meio esportivo e à comunidade local.
Uma curiosidade é que, apesar de tentar, Jaguaré nem sempre conseguiu ser imparcial. No dia 10 de setembro de 1996, o Vasco da Gama ganhava por 1 a 0 do Grêmio, quando o árbitro Oscar Roberto Godói teria sido generoso nos acréscimos do segundo tempo e o atacante Paulo Nunes empatou o jogo já no fim do jogo. Jaguaré ficou revoltado e xingou o juiz pelo sistema de som: "Agora você pode acabar, seu muquirana!", sendo aplaudido pela torcida vascaína no estádio.